# Жим (Куявсько-Поморське воєводство)
Жим (пол. Rzym) — село в Польщі, у гміні Роґово Жнінського повіту Куявсько-Поморського воєводства.
Населення — 96 осіб (2011).
У 1975-1998 роках село належало до Бидгощського воєводства.

## Демографія
Демографічна структура станом на 31 березня 2011 року:
|          | Загалом | Допрацездатний вік | Працездатний вік | Постпрацездатний вік |
| -------- | ------- | ------------------ | ---------------- | -------------------- |
| Чоловіки | 50      | 12                 | 35               | 3                    |
| Жінки    | 46      | 10                 | 28               | 8                    |
| Разом    | 96      | 22                 | 63               | 11                   |